# Franco Mogetta
Franco Hernán Mogetta Prevedello (Córdoba, Argentina; 11 de diciembre de 1979) es un abogado y político argentino, miembro del partido La Libertad Avanza, desde mayo.de 2025, luego de décadas en el Peronismo Cordobés.

## Biografía
Estudió abogacía y procuraduría en la Universidad Blas Pascal en la provincia de Córdoba y realizó un posgrado en Derecho de Daños y el Proceso en la Universidad Católica de Córdoba.

### Carrera política
Comenzó su carrera política como Secretario de Trabajo y Relaciones Laborales del Ministerio de Trabajo de la provincia de Córdoba en la gobernación de Juan Schiaretti, quien luego de su reelección en 2019 lo designaría en el cargo de Secretario de Transporte.

#### Secretario de la Nación
Con la llegada de Javier Milei al poder en 2023, mediante una alianza con Schiaretti, sería designado como Secretario de Transporte de la Nación bajo la órbita del Ministerio de Infraestructura de Guillermo Ferraro. Posteriormente con la salida de Ferraro la secretaría pasó bajo la jurisdicción del Ministerio de Economía.
Durante su gestión se acordó el traspaso de líneas de colectivo a la Ciudad Autónoma de Buenos Aires, se eliminó la exclusividad del sistema SUBE en el transporte público y desregulación aérea.